# Nashla Aguilar
Nashla Aguilar Abraham (Ciudad de México, 22 de marzo de 1994) es una actriz y cantante mexicana. Inició su carrera en Código F.A.M.A.. Ha aparecido en programas de televisión como: Noticiero con Carlos Loret de Mola, Al medio día, HOY, Nuestra Casa y Vivalavi, en la telenovela Sueños y caramelos (la cual protagonizó) y es  conocida también por la telenovela mexicana infantil/juvenil Atrévete a soñar; donde interpretó a la divina (y una de las antagonistas juveniles de la trama) Paola junto a Danna Paola, Eleazar Gómez y Violeta Isfel.

## Filmografía
| Año       | Título                       | Rol                      | Notas |
| --------- | ---------------------------- | ------------------------ | --- |
| 2002-2003 | Código F.A.M.A.              | Ella misma               | Concursante (temporada 1) |
| 2005      | Sueños y caramelos           | Sofía Ramírez            | Protagonista infantil |
| 2005      | La energía de Sonric'slandia | Ella misma               | Invitada; 1 episodio |
| 2006      | Duelo de pasiones            | Gaby Ochoa               | Recurrente |
| 2008-2012 | La rosa de Guadalupe         | Malena Lucía Luz Grecia  | Episodio: "Segunda oportunidad" Episodio: "Demasiado Pronto" Episodio: "La luz te va a salvar" Episodio: "El mundo sólo es uno"     |
| 2009-2010 | Atrévete a soñar             | Paola                    | Grupo de "Las Divinas" Antagonista                                                                                                  |
| 2011-2013 | Como dice el dicho           | Ximena Brenda Fernanda   | Episodio: "Nadie sabe lo que está en la olla..." Episodio: "El que a hierro mata..." Episodio: "Cuando la calumnia no mancha tizna" |
| 2019      | Silvia Pinal, frente a ti    | Luz María                | Episodio: "El show de Silvia y Felipe"                                                                                              |
| 2020      | 40 y 20                      | María                    | Episodio: "El Cumpleaños de Rocío"                                                                                                  |
| 2020      | Vivalavi                     | Ella misma de conductora | Conducción |
| 2021      | Parientes a la fuerza        | Lulú                     | Coantagonista |
| 2023      | Pienso en ti                 | Daniela (joven)          | Participación especial; 2 episodios                                                                                                 |
| 2023      | ¿Es neta, Eva?               | Alejandra                | Coprotagonista |
| 2023      | Gloria Trevi: ellas soy yo   | Lucy Trevi               | Reparto recurrente |
| 2023      | Hoy                          | Ella misma               | Concursante, sección: «Las estrellas bailan en Hoy»                                                                                 |

## Premios y nominaciones
| Premio              | Año  | Categoría                 | Resultado |
| ------------------- | ---- | ------------------------- | --------- |
| Premios TVyNovelas  | 2006 | Mejor actuación infantil  | Nominada  |
| Premios Socialiteen | 2020 | Anfitrión juvenil del año | Ganadora  |